# Pani Jeziora (postać)

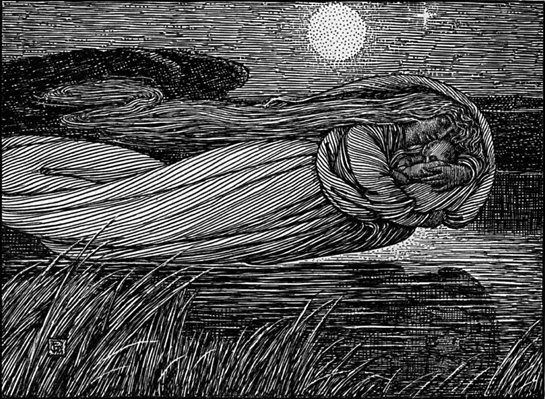
Pani Jeziora, grafika George’a Wooliscrofta i Louisa Rheada do cyklu poematów Alfreda Tennysona Idylls of the King

Pani Jeziora – jedna z postaci pojawiających się w legendach o królu Arturze – sojuszniczka Merlina, która uczestniczyła w wielu tajemniczych misjach. Czasami ukazuje się tylko jej ramię, zawsze strojne w biały, lśniący złotogłów. Innym razem kroczy ona po wodzie, a nawet pojawia się na zamku. Bóstwo matriarchalne.

## Imię
W niektórych wersjach legendy Pani Jeziora nie jest imieniem lecz tytułem przekazywanym pośród kapłanek mieszkających na mitycznej wyspie Avalon. Wedle różnych źródeł nazywana jest Morganą lub Morgianą, w innych – Nimue, Nimueh, Niniae, Nimianą albo Vivianą – co by potwierdzało wcześniejszą tezę. Wedle innych źródeł utożsamiana jest z Marią Magdaleną, uczennicą Jezusa Chrystusa. Emblemat „Maria z Morza" (zaczerpnięty z późniejszych insygniów Boulogne) stał się oznaką pielgrzymów przed epoką Karola Wielkiego, a wersja tej samej oznaki trafiła do Szkocji, zanim pieczęcie herbowe stały się powszechne w Brytanii. W jedenastowiecznej Szkocji port Edynburga, Leith, przyjął własne godło, obrazujące „Marię z Morza" i jej Graalowe Dziecię w łodzi żaglowej pod osłoną chmury. Było to nawiązanie do postaci Jakuba (Józefa z Arymatei), „Chmury" – Przywódcy Pielgrzymów.
Znana jest również jako Dame du Lac, co znaczy po francusku Pani (z) Jeziora.

## Bóstwo
Pani Jeziora mogła być celtycką boginią (lub przynajmniej mityczną kobietą z zaświatów) o bliżej nieokreślonej funkcji.
W Le Morte d’Arthur Malory’ego to ona wręcza królowi Arturowi magiczny miecz Excalibur. Jest również przybraną matką jednego z Rycerzy Okrągłego Stołu – imieniem Lancelot, którego wychowywała po śmierci jego ojca.